# Elisabeth Falkhaven
Elisabeth Falkhaven (* 12. September 1955 in Partille, Schweden) ist eine schwedische Politikerin der Miljöpartiet de Gröna. Sie ist seit 2018 ein Mitglied des Reichstags (Schweden) von dem Hallands län Verwaltungsbezirk.
Am 23. Juli 2021 übernahm sie die Patenschaft für Aljaksandr Kardsjukou, Zeuge der Ermordung von Henads Schutau und belarussischer politischer Gefangener.